# Schwannoma
Schwannoma (nerwiak osłonkowy, łac. neurilemmoma, neurinoma) – łagodny nowotwór wywodzący się z komórek Schwanna osłonki nerwów czaszkowych i obwodowych. Schwannoma szyi i głowy najczęściej występuje w okolicy kąta mostowo-móżdżkowego.

## Obraz histologiczny

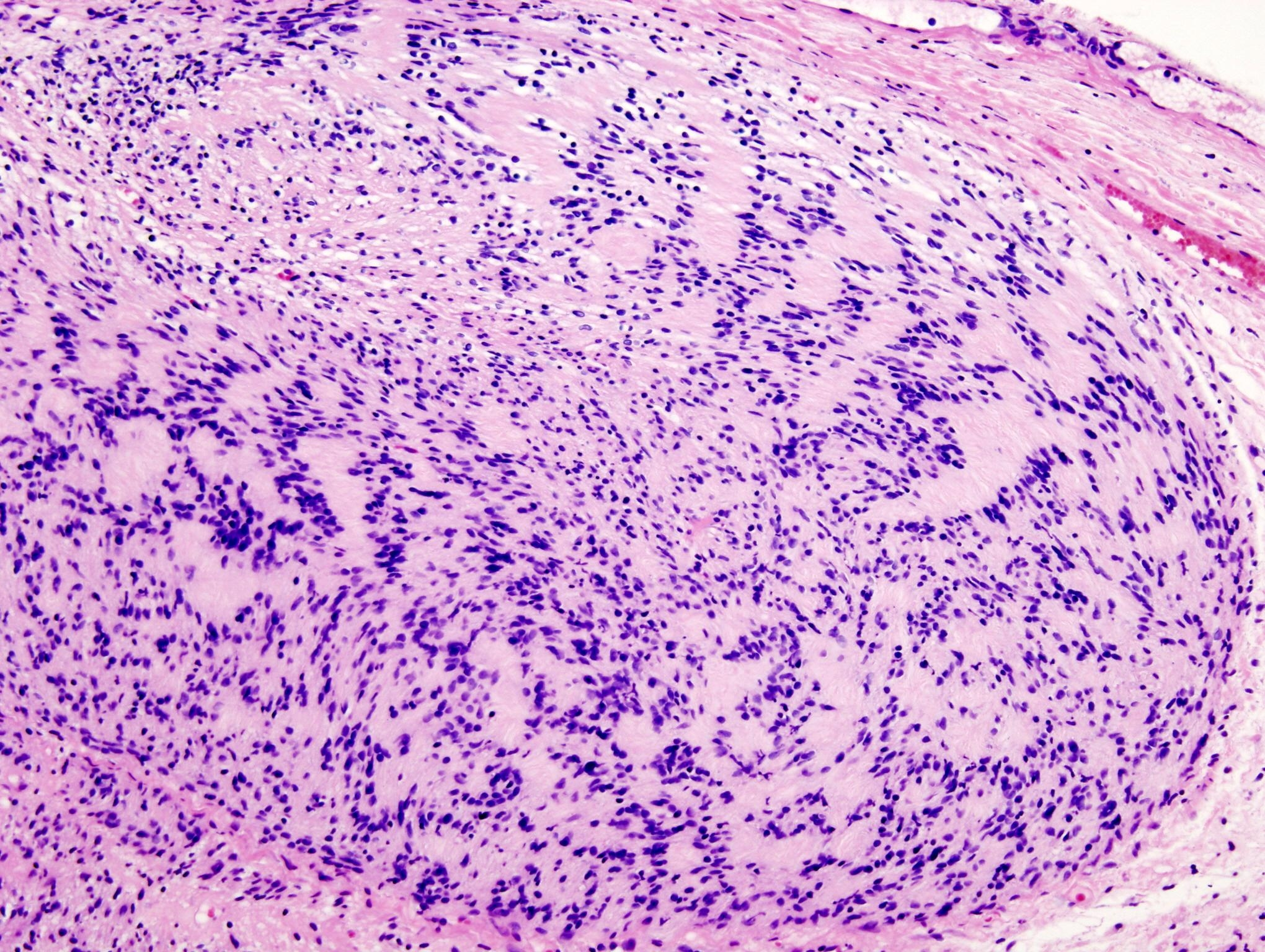
Obraz histologiczny schwannoma o utkaniu Antoni A. Barwienie H-E

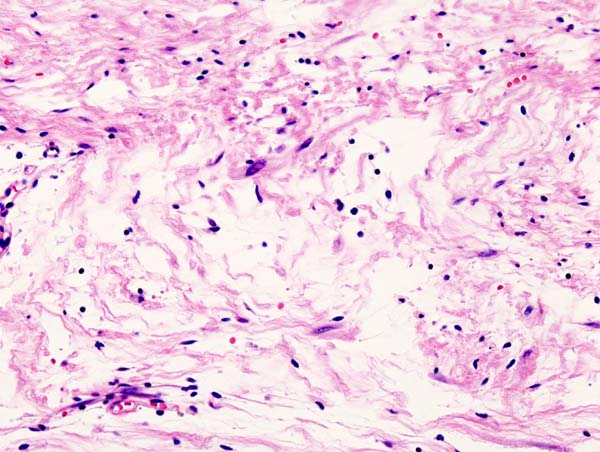
Obraz histologiczny schwannoma tkanki podskórnej, o utkaniu Antoni B. Barwienie H-E

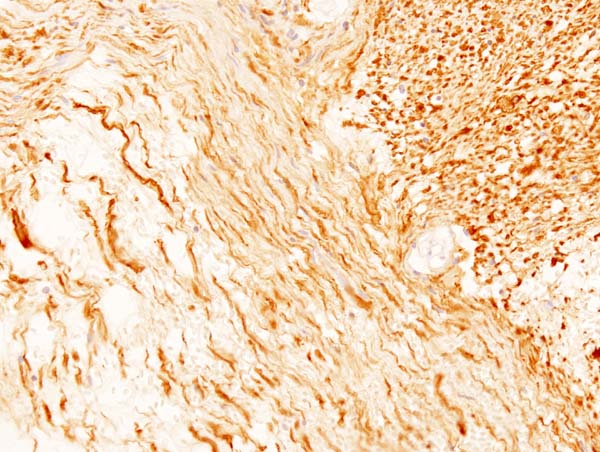
Obraz histologiczny tego samego guza, barwienie immunohistochemiczne na obecność S-100

Guz zbudowany jest z jednorodnych komórek o morfologii komórek Schwanna. Jądra komórkowe są wydłużone, układają się w wiry, pasma lub palisady. Charakterystyczne dla guza jest tworzenie tzw. ciałek Verocaya. W części przypadków wraz ze wzrostem gęstości komórkowej jądra przyjmują okrągły lub wieloboczny kształt. Typ histologiczny w którym komórki są zbite i ustawione palisadowato określa się jako Antoni A; typ w którym komórki są ułożone nieregularnie i luźno to typ Antoni B.

## Objawy i przebieg
Objawy zależą od lokalizacji guza.
- postępujące, jednostronne upośledzenie słuchu, zwłaszcza w zakresie tonów wysokich
- zaburzenia czucia okolicy twarzy
- zaburzenia równowagi
- brak koordynacji ruchów
- zaburzenia chodu
- zaburzenia połykania.

Niewielka część nerwiaków osłonkowych złośliwieje; powstają złośliwe guzy, takie jak złośliwy nowotwór osłonek nerwów obwodowych (malignant peripheral nerve sheath tumour, MPNST).